# 無子女

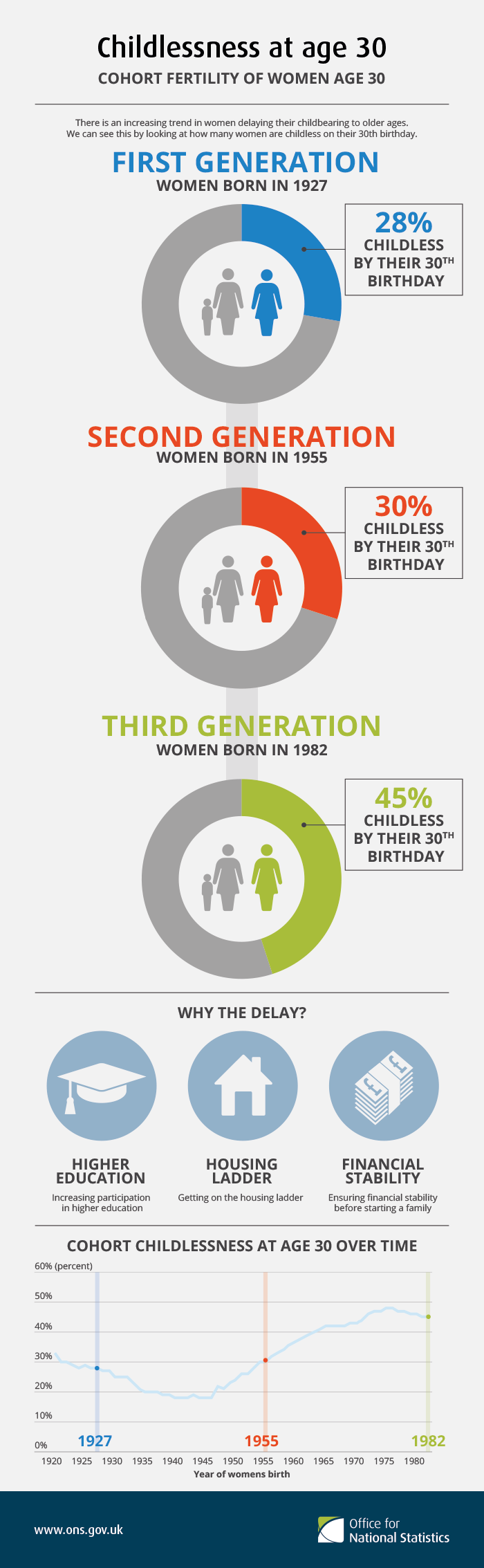
三十歲無子女人口的統計

無子女是指沒有子女的情形。無子女對個人、社會或政治上都有影響。
有些無子女是因為選擇或是環境而造成，這和可以生育子女，但自願不生育的自願無子女不同，也和鼓勵不生育的反出生主義不同。

## 種類
無子女的情形可以分為幾類
- 自然不育（natural sterility）是因為生理的因素（女性不孕、男性不育）無法生育，會對個人有隨機性的影響。不管在哪一種社會，都一定至少會有這類永久性不育的人口，比例約2%。
- 社會不育（social sterility），也可以稱為是貧窮導致的不育，或是內源性不育，是指貧困的婦女因為生活環境不佳而不生育。
- 因為環境造成的無子女。可能是因為沒有找到合適的對象，或是因為女方年齡較大（英语：Age and female fertility）而無法成功受孕，也有可能是因為疾病（例如子宮內膜異位症或多囊卵巢綜合徵）而不容易生育。
- 有些是自願選擇無子女。

前三類會歸類為「非自願無子女」。最後一類是自願無子女，是指自自願選擇不生育子女。

## 書目
- Britt, Elizabeth C. . University of Alabama Press. 2014. ISBN 9780817357900.
- Guthrie, Gillian (2012). Childless: reflections on life's longing for itself Leichhardt, N.S.W.: A&A Book Publishing ISBN 978-0-9870899-7-7

## 外部連結
- More to Life （页面存档备份，存于）
- Childfree In History A-M （页面存档备份，存于） - over 500 names of notable childfree people on two pages